# Teodozjusz (Kupiczkow)
Teodozjusz, imię świeckie Todor Minczew Kupiczkow (ur. 9 listopada 1934 w Dragiżewie, zm. 3 stycznia 2017 w Wielkim Tyrnowie) – bułgarski biskup prawosławny.

## Życiorys
3 grudnia 1955 został postrzyżony na mnicha w Monasterze Trojańskim. 8 stycznia 1956 został wyświęcony na hierodiakona, zaś 21 września 1962 – na hieromnicha. Uzyskał średnie wykształcenie teologiczne w seminarium duchownym. W 1967 otrzymał godność archimandryty. Był przełożonym monasteru św. Jana Chrzciciela w Łopuszanach.
Po utworzeniu Bułgarskiego Kościoła Prawosławnego – Synodu alternatywnego duchowny przyłączył się do niego. 19 lutego 1997 został w jego ramach wyświęcony na biskupa branickiego. W roku następnym złożył akt pokutny i powrócił do kanonicznego Bułgarskiego Kościoła Prawosławnego, zachowując godność biskupią i przyjmując tytuł biskupa dewolskiego. Skierowano go do służby duszpasterskiej w metropolii wraczańskiej, faktycznie jednak przebywał w Sofii, służąc tam w soborze św. Aleksandra Newskiego, lub w rodzinnej wsi. W 2008 został wyznaczony na przełożonego Monasteru Trojańskiego. Dwa lata później odszedł w stan spoczynku, gdyż Święty Synod uznał za niedopuszczalne jego zachowanie podczas pełnienia urzędu (wyrzucenie z monasteru grupy niepełnosprawnych, blokowanie budowy domu przełożonego, usuwanie z klasztoru mnichów). Zamieszkał wówczas w domu w Wielkim Tyrnowie i tam zmarł w 2017.